# رون كلارك (لاعب كرة قاعدة)
رون كلارك (بالإنجليزية: Ron Clark)‏ هو لاعب كرة قاعدة أمريكي، ولد في 14 يناير 1943 في فورت وورث في الولايات المتحدة.

## وصلات خارجية
- رون كلارك على موقع دوري كرة القاعدة الرئيسي (الإنجليزية)
- رون كلارك على موقعبيزبول رفرنس.كوم (الدوري الرئيسي) (الإنجليزية)
- رون كلارك على موقعبيزبول رفرنس.كوم (الدوري الثانوي) (الإنجليزية)
- رون كلارك على موقع إي إس بي إن.كوم (أم.أل.بي) (الإنجليزية)
- رون كلارك على موقع مشجعي الرسوم البيانية (الإنجليزية)